# Џон од Гента
Џон од Гента (Гент, 6. март 1340 — Замак Лестер, 3. фебруар 1399), био је син Едварда III и Филипе од Еноа. Назив Џон од Гента добио је по месту рођења. Био је Едвардов најстарији син који је надживео оца. Џон од Гента био је врло утицајна особа у политичким превирањима за време владавине свог нећака
Ричарда II. Оснивач је династије Ланкастер која је у 15. веку дала три
монарха; Хенрија IV, Хенрија V и Хенрија VI.
Презиме Гент додано му је накнадно јер никад није владао Гентом, из њега је отишао кад је имао три године, али се оно почело везивати уз њега након Шекспирове драме Ричард II.

## Џон постаје војвода од Ланкастера
Године 1360. оженио је своју даљу рођаку Бланш, кћерку Хенрија I Ланкастера, али Џон није успео преузети целу Хенријеву територију, пошто је Хенри имао још једну кћерку Матилду. Бланш и Матилда очеве области су поделиле на једнаке делове. Матилда је добила титулу војвоткиње од Ланкастера, а Бланш и Џон нису имали никакву титулу. У ствари нико од њих двоје није имао стварну власт над Ланкастером. Матилда је убрзо умрла не оставивши наследника. То су искористили Бланш и Џон да преузму њене поседе. Све се завршило 13. новембра 1362. када је Џонов отац и краљ Енглеске Едвард III Плантагенет, Џону дао титулу 1. војводе од Ланкастера. Џон је тако постао веома моћан феудалац у Енглеској.

## Џон у кастиљском грађанском рату

### Битка код Наварете
Године 1366. на власт у Кастиљи долази Енрике II од Кастиље, свргавајући рођаке династије Плантагент на чијем је челу био Педро I од Кастиље. Педро је на Пиринејима скупљао војску, када му је у фебруару 1367. године у помоћ дошли браћа Џон од Гента и Едвард Црни Принц са Португалцима и са војском од 26.000 људи. Они су заједничким снагама у бици код Наварете (Нахере) 3. априла 1367. године потукли много већу француско-арагонско-кастиљску војску од 60.000 војника, коју су предводили Бертран ду Гесклин и сам Енрике. Изгинуло је око 200 Енглеза и чак 7.000 Француза и Шпанаца. За то су највише били заслушни енглески стрелци, који су на боишту сејали смрт. Ово је натерало кастиљске трупе на повлачење. Бертрен је покушао да им се одупре, али је и сам заробљен. Касније су га откупили за 100.000 франака. Педро се потом вратио на престо, а Енрике је побегао у Француску.

### Опсада Лиможа
Године 1370. Французи су опсели Лимож. Почетком септембра град се предао (највише захваљујући епископу), а освајачи су у њему побили 3 000 становника не поштедивши ни децу и град сравнили са земљом. Едвардова бруталност је тада највише дошла до изражаја. Због тога је тражио освету, али Џон је спасао заробљенике од смрти (Енглези су у тој опсади заробили само 3 војника). Џон се после овог пораза активније укључио у Стогодишњи рат.

## Џон у Стогодишњем рату

### Опсада Дордоње
Џон је у лето 1373. године стигао у Кале где је до августа скупљао војску. За то време успео је да скупи 9 000 људи. Џон се у овој кампањи показао као врло храбар. Војска се убрзо уморила, али и поред умора највећи проблем је била глад. Џон је кренуо источно од париза, кроз Шампању према Бургундији. Пљачкаши градове и села убрзо је дошао до тврдог града Дордоње. У децембру међу војском се појавила кугапа је Џон на велику радост војника наредио повлачење, али повлачење није прошло како треба, пошто је војска умирала од хладноће и од напада Француза. Већ 14. септембра Џон је са мање од 2 000 војника стигао у Бордо, где се војска опоравила. Војска није хтела нити је била у стању да брани Аквитанију, па је већ у априлу 1373. са Џоном отпловила кући.

### Опсада Сен-Малоа
Године 1378. Џон је планирао да освоји град Брест и са њим читаву Нормандију и 14. августа је уништио француске бродове у луци Сент Мало и почео опсаду, али граду је у помоћ притекла огромна француска војска под заповедништвом Оливера V де Клисона и Бертрана ду Гескелина. Енглеска војска је због глади у септембру напустила опсаду и некако са Џоном дошла у Енглеску. За овај пораз војска је оптужила Џона. Француске је у то време постала непобедива у односу на Енглеску, јер је била богатија.

### Мир са Француском
Први преговори за мир су почели 1373. године, али били су неуспешни. Мир је највише желела Енглеска, која је била клонула и изморена овим педесетогодишњим ратовањем. Џон, који је у време Едвардове старости и малолетности Ричарда II Плантагенета, енглеског краља био најважније и највећа личност у Енглеској, није умео да чува земљу, јер је био веома лош тактичар. Папа Гргур XI, који се поред Енглеске највише залагао за мир сазвао је 1374. године енглеско-француски конгрес у Брижу, који је требало да одреди границе између ове две краљевине. После три године дошло је до кратког мира, али рат се наставио 1386. године. У јуну 1389. године залагањем Џона дошло је до Леленгемског мира. Услови су били: Заједнички крсташки рат против Османлија, Енглеско подржавање да Французи прекину папски раскол и Ричард је морао да се ожени француском принцезом Изабелом од Валоа. Венчање је одржано 1396. године. Тада је склопљен енглеско-француски мир на 28. година.

## Џон као кастиљски антикраљ

### Почетак рата са Кастиљом
Године 1471. након што му је преминула прва супруга Бланш од Ланкастера Џон одлучује да се поново ожени. Његова следећа невеста била је Констанца од Кастиље, војвоткиња од Ланкастера, кћерка бившег кастиљског краља Педро I од Кастиље. То је био повод за поновни рат са Кастиљом и рат је објављен, али кастиљски краљ Енрике II од Кастиље је позвао Французе у помоћ. Тај рат ће заправо почети 15. године касније, али је пре тога било малих окршаја.

### Рат
Џон је са братом Едмундом Ланлијем, војводом од Јорка, са армадом и са 5 000 војника, кренуо из Енглеске 9. јула 1386, пошто је 9. маја склопио Виндзорски савез са португалским краљем Жоаом I. Жоао му је у јуну дао Галицију, а Џон је за престолницу одабрао град Оренс где је подигао палату. Џон се после опсаде Бреста искрцао у Ла Коруњу 29. јула. Хуан I од Кастиље, Енрикеов син наследник је очекивао напад из Португалије, па је отишао на запад. Од августа до октобра Џон је против Кастиље у Галицији низао победе. У новембру повео је преговоре са Жоаом, који су се отегли до почетка идуће године, када су одлучили да заједно нападну Кастиљу. Напад је почео у априлу 1387. године. Џонову војску је захватила болест због недостатка хране и исцрпљености, па је у јуну морао да се повуче. Док су се повлачили нападали су их француски најамници удружени са кастиљском војском. Као цену помоћи Џон је своју кћерку Филипу Ланкастер дао Жоаоу за жену.

### Мир са Кастиљом
После овог пораза Џон је 8. јула 1388. године повео тајне преговоре са Хуаном у Бајону. Резултат преговора је био склапање брака Хуановог сина Енрикеа III од Кастиље са Џоновом и Констанцином кћерком Катарином. Потом су проглашени за принца и принцезу од Астирије, то је била титула кастиљског престолонаследника и престолонаследнице.

## Регентство у Енглеској
Џон је 1377. године постао регент енглеског краља, свог синовца Ричарда II Плантагенета.

### Сељачки устанак Вота Тајлера
Џон је кренуо у рат против Кастиље 1381. године, али сељаци су се због Џонових високих пореза побунили. За њиховог вођу изабран је Вот Тајлер. Они су упали у Лондон, где су попалили све што је пипадало Џону или Хоспиталцима. Они су упали у Лондон тауер и сплили Џонову, Својску палату у којој је вероватно Џон живео, али краљ је убрзо са 7 000 војника угушио побуну.

### Крај регентства и последице
Џон је 1387. престао да буде енглески регент, а краљ је то искористио и уклонио из политике осам нијважнијих лордова и поставио друге. Ови лордови су се пожалили парламенту, који је наредио краљу да уклони нове лордове, али он то одбија. Парламент га је потом ухапсио и затворио у Лондон тауеру. Следеће године кад је пуштен на слободу краљ је вратио старе лордове. Краљ је тако изгубио свој ауторитет.

## Џон као командант одбране Аквитаније
Џон је испловио из Португалије, а кад је у новембру 1389. године стигао у Енглеску затекао је хаос. Слаб краљ је био у сукобу са својим стрицем Томасом Вудстоком, војводом од Глостера. Томасу се одмах придружио и Џон. Већ у марту 1390. године Ричард је био приморан да да Џону титулу команданта одбране Аквитаније. Џон се после тога окренуо против Томаса и после његовог убиства побуна је угушена, али у Гаскоњи су се побунили племићи лојални краљу. Џон је отишао у Гаскоњу 1394. године да угуши побуну и већ 1395. године побуна је била угушена. Џон је после тога постао врховни лорд (саветник) Енглеске и до краја живота је остао лојалан краљу.

## Смрт и наследсво
Ричард је искористио Џонову смрт и његовом сину најважнијем енглеском лорду Хенрију Болинбруку одузео све поседе, које је наследио од Џона, а Хенрија је потерао заједно са надбискупом Кантерберија Томасом Арунделом, који га је подржавао.

## Породично стабло
|  |                                       |  |  |  |  |  |  |  |  |  |  |  |  |  |  |  |
|  | 16. Хенри III Плантагенет             |  |  |  |  |  |  |  |  |  |  |  |  |  |  |  |
|  |                                       |  |  |  |  |  |  |  |  |  |  |  |  |  |  |  |
|  |                                       |  |  |  |  |  |  |  |  |  |  |  |  |  |  |  |
|  | 8. Едвард I Плантагенет               |  |  |  |  |  |  |  |  |  |  |  |  |  |  |  |
|  |                                       |  |  |  |  |  |  |  |  |  |  |  |  |  |  |  |
|  |                                       |  |  |  |  |  |  |  |  |  |  |  |  |  |  |  |
|  | 17. Елеонора од Провансе              |  |  |  |  |  |  |  |  |  |  |  |  |  |  |  |
|  |                                       |  |  |  |  |  |  |  |  |  |  |  |  |  |  |  |
|  |                                       |  |  |  |  |  |  |  |  |  |  |  |  |  |  |  |
|  | 4. Едвард II Плантагенет              |  |  |  |  |  |  |  |  |  |  |  |  |  |  |  |
|  |                                       |  |  |  |  |  |  |  |  |  |  |  |  |  |  |  |
|  |                                       |  |  |  |  |  |  |  |  |  |  |  |  |  |  |  |
|  | 18. Фернандо III од Кастиље           |  |  |  |  |  |  |  |  |  |  |  |  |  |  |  |
|  |                                       |  |  |  |  |  |  |  |  |  |  |  |  |  |  |  |
|  |                                       |  |  |  |  |  |  |  |  |  |  |  |  |  |  |  |
|  | 9. Елеонора од Кастиље                |  |  |  |  |  |  |  |  |  |  |  |  |  |  |  |
|  |                                       |  |  |  |  |  |  |  |  |  |  |  |  |  |  |  |
|  |                                       |  |  |  |  |  |  |  |  |  |  |  |  |  |  |  |
|  | 19. Жана од Понтјеа                   |  |  |  |  |  |  |  |  |  |  |  |  |  |  |  |
|  |                                       |  |  |  |  |  |  |  |  |  |  |  |  |  |  |  |
|  |                                       |  |  |  |  |  |  |  |  |  |  |  |  |  |  |  |
|  | 2. Едвард III Плантагенет             |  |  |  |  |  |  |  |  |  |  |  |  |  |  |  |
|  |                                       |  |  |  |  |  |  |  |  |  |  |  |  |  |  |  |
|  |                                       |  |  |  |  |  |  |  |  |  |  |  |  |  |  |  |
|  | 20. Филип III Храбри (=28)            |  |  |  |  |  |  |  |  |  |  |  |  |  |  |  |
|  |                                       |  |  |  |  |  |  |  |  |  |  |  |  |  |  |  |
|  |                                       |  |  |  |  |  |  |  |  |  |  |  |  |  |  |  |
|  | 10. Филип IV                          |  |  |  |  |  |  |  |  |  |  |  |  |  |  |  |
|  |                                       |  |  |  |  |  |  |  |  |  |  |  |  |  |  |  |
|  |                                       |  |  |  |  |  |  |  |  |  |  |  |  |  |  |  |
|  | 21. Изабела Арагонска (=29)           |  |  |  |  |  |  |  |  |  |  |  |  |  |  |  |
|  |                                       |  |  |  |  |  |  |  |  |  |  |  |  |  |  |  |
|  |                                       |  |  |  |  |  |  |  |  |  |  |  |  |  |  |  |
|  | 5. Изабела Француска                  |  |  |  |  |  |  |  |  |  |  |  |  |  |  |  |
|  |                                       |  |  |  |  |  |  |  |  |  |  |  |  |  |  |  |
|  |                                       |  |  |  |  |  |  |  |  |  |  |  |  |  |  |  |
|  | 22. Енрике I од Наваре                |  |  |  |  |  |  |  |  |  |  |  |  |  |  |  |
|  |                                       |  |  |  |  |  |  |  |  |  |  |  |  |  |  |  |
|  |                                       |  |  |  |  |  |  |  |  |  |  |  |  |  |  |  |
|  | 11. Хуана I од Наваре                 |  |  |  |  |  |  |  |  |  |  |  |  |  |  |  |
|  |                                       |  |  |  |  |  |  |  |  |  |  |  |  |  |  |  |
|  |                                       |  |  |  |  |  |  |  |  |  |  |  |  |  |  |  |
|  | 23. Бланш од Артоа                    |  |  |  |  |  |  |  |  |  |  |  |  |  |  |  |
|  |                                       |  |  |  |  |  |  |  |  |  |  |  |  |  |  |  |
|  |                                       |  |  |  |  |  |  |  |  |  |  |  |  |  |  |  |
|  | 1. Џон од Гента                       |  |  |  |  |  |  |  |  |  |  |  |  |  |  |  |
|  |                                       |  |  |  |  |  |  |  |  |  |  |  |  |  |  |  |
|  |                                       |  |  |  |  |  |  |  |  |  |  |  |  |  |  |  |
|  | 24. John I, Count of Hainaut          |  |  |  |  |  |  |  |  |  |  |  |  |  |  |  |
|  |                                       |  |  |  |  |  |  |  |  |  |  |  |  |  |  |  |
|  |                                       |  |  |  |  |  |  |  |  |  |  |  |  |  |  |  |
|  | 12. John II, Count of Holland         |  |  |  |  |  |  |  |  |  |  |  |  |  |  |  |
|  |                                       |  |  |  |  |  |  |  |  |  |  |  |  |  |  |  |
|  |                                       |  |  |  |  |  |  |  |  |  |  |  |  |  |  |  |
|  | 25. Adelaide of Holland               |  |  |  |  |  |  |  |  |  |  |  |  |  |  |  |
|  |                                       |  |  |  |  |  |  |  |  |  |  |  |  |  |  |  |
|  |                                       |  |  |  |  |  |  |  |  |  |  |  |  |  |  |  |
|  | 6. Вилијам I, гроф од Еноа            |  |  |  |  |  |  |  |  |  |  |  |  |  |  |  |
|  |                                       |  |  |  |  |  |  |  |  |  |  |  |  |  |  |  |
|  |                                       |  |  |  |  |  |  |  |  |  |  |  |  |  |  |  |
|  | 26. Хенрик V, гроф од Луксембурга     |  |  |  |  |  |  |  |  |  |  |  |  |  |  |  |
|  |                                       |  |  |  |  |  |  |  |  |  |  |  |  |  |  |  |
|  |                                       |  |  |  |  |  |  |  |  |  |  |  |  |  |  |  |
|  | 13. Филипа од Луксембурга             |  |  |  |  |  |  |  |  |  |  |  |  |  |  |  |
|  |                                       |  |  |  |  |  |  |  |  |  |  |  |  |  |  |  |
|  |                                       |  |  |  |  |  |  |  |  |  |  |  |  |  |  |  |
|  | 27. Маргарета од Бара                 |  |  |  |  |  |  |  |  |  |  |  |  |  |  |  |
|  |                                       |  |  |  |  |  |  |  |  |  |  |  |  |  |  |  |
|  |                                       |  |  |  |  |  |  |  |  |  |  |  |  |  |  |  |
|  | 3. Филипа од Еноа                     |  |  |  |  |  |  |  |  |  |  |  |  |  |  |  |
|  |                                       |  |  |  |  |  |  |  |  |  |  |  |  |  |  |  |
|  |                                       |  |  |  |  |  |  |  |  |  |  |  |  |  |  |  |
|  | 28. Филип III Храбри (=20)            |  |  |  |  |  |  |  |  |  |  |  |  |  |  |  |
|  |                                       |  |  |  |  |  |  |  |  |  |  |  |  |  |  |  |
|  |                                       |  |  |  |  |  |  |  |  |  |  |  |  |  |  |  |
|  | 14. Шарл Валоа                        |  |  |  |  |  |  |  |  |  |  |  |  |  |  |  |
|  |                                       |  |  |  |  |  |  |  |  |  |  |  |  |  |  |  |
|  |                                       |  |  |  |  |  |  |  |  |  |  |  |  |  |  |  |
|  | 29. Изабела Арагонска (=21)           |  |  |  |  |  |  |  |  |  |  |  |  |  |  |  |
|  |                                       |  |  |  |  |  |  |  |  |  |  |  |  |  |  |  |
|  |                                       |  |  |  |  |  |  |  |  |  |  |  |  |  |  |  |
|  | 7. Жана од Валоа                      |  |  |  |  |  |  |  |  |  |  |  |  |  |  |  |
|  |                                       |  |  |  |  |  |  |  |  |  |  |  |  |  |  |  |
|  |                                       |  |  |  |  |  |  |  |  |  |  |  |  |  |  |  |
|  | 30. Карло II Напуљски                 |  |  |  |  |  |  |  |  |  |  |  |  |  |  |  |
|  |                                       |  |  |  |  |  |  |  |  |  |  |  |  |  |  |  |
|  |                                       |  |  |  |  |  |  |  |  |  |  |  |  |  |  |  |
|  | 15. Маргарета од Анжуа и Мена         |  |  |  |  |  |  |  |  |  |  |  |  |  |  |  |
|  |                                       |  |  |  |  |  |  |  |  |  |  |  |  |  |  |  |
|  |                                       |  |  |  |  |  |  |  |  |  |  |  |  |  |  |  |
|  | 31. Марија Угарска (напуљска краљица) |  |  |  |  |  |  |  |  |  |  |  |  |  |  |  |
|  |                                       |  |  |  |  |  |  |  |  |  |  |  |  |  |  |  |
|  |                                       |  |  |  |  |  |  |  |  |  |  |  |  |  |  |  |